# مارت یارویک
مارت یارویک (استونیایی: Mart Järvik؛ زادهٔ ۲۱ فوریهٔ ۱۹۵۶) سیاست‌مدار اهل استونی است. وی از آوریل تا نوامبر ۲۰۱۹ وزیر امور روستایی استونی بوده.